# Actinoloba radiata
Actinoloba radiata är en fjärilsart som beskrevs av Paul Dognin 1900. Actinoloba radiata ingår i släktet Actinoloba och familjen mätare. Inga underarter finns listade i Catalogue of Life.